# Careproctus atrans
Careproctus atrans är en fiskart som beskrevs av Andriashev, 1991. Careproctus atrans ingår i släktet Careproctus och familjen Liparidae. Inga underarter finns listade.